# Galina Nikolajewna Prosumenschtschikowa

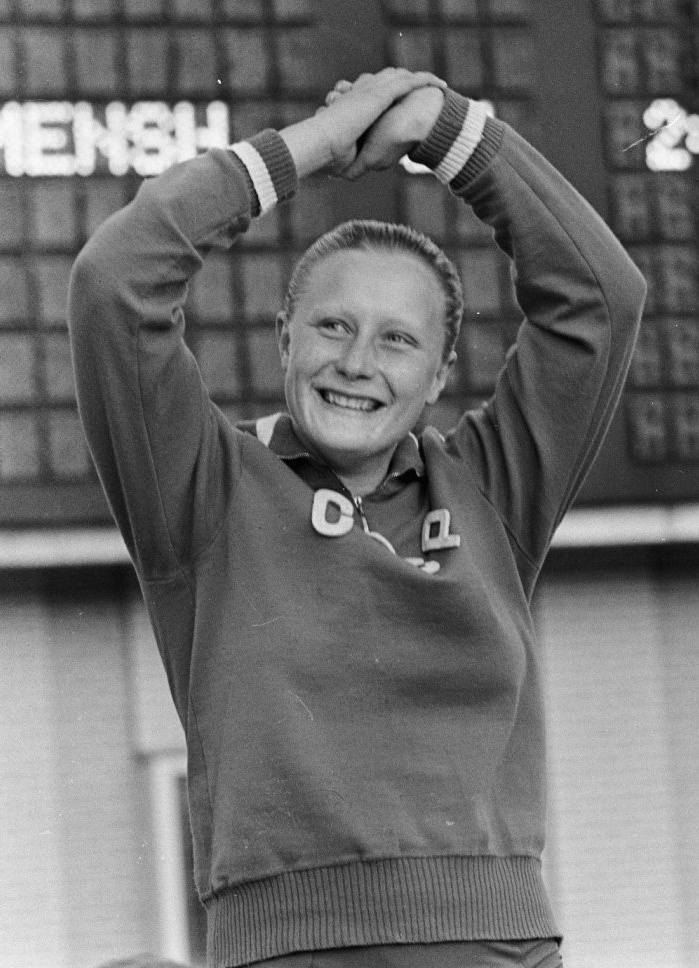
Prosumenschtschikowa, 1966

Galina Nikolajewna Prosumenschtschikowa (russisch Галина Николаевна Прозуменщикова; * 26. November 1948 in Sewastopol, Sowjetunion als Galina Nikolajewna Stepanowa; † 19. Juli 2015) war eine Schwimmerin, die für die Sowjetunion startete.

## Leben
Galina Prosumenschtschikowa gehörte zu den besten Brustschwimmerinnen der 1960er und 1970er Jahre und wurde bei den Olympischen Sommerspielen 1964 in Tokio unter ihrem Geburtsnamen Galina Stepanowa als erste Schwimmerin aus der Sowjetunion Olympiasiegerin im Schwimmen. Sie siegte über 200 m Brust. Außerdem sammelte sie weitere Medaillen und wurde unter anderem 1970 erste Europameisterin über 100 m Brust.
Im Jahr 1977 wurde sie in die Ruhmeshalle des internationalen Schwimmsports aufgenommen.